# مرتضی هاشمی‌زاده
مرتضی هاشمی‌زاده (زاده ۲۰ آبان ۱۳۵۸ - تهران) بازیکن فوتبال بازنشسته اهل ایران است.شروع دوره حرفه ای وی از تیم عقاب تهران بوده است از تیمهای که وی درآن بازی کرده میتوان به سپاهان و استقلال اشاره کرد 